# Analytisch hiërarchisch proces

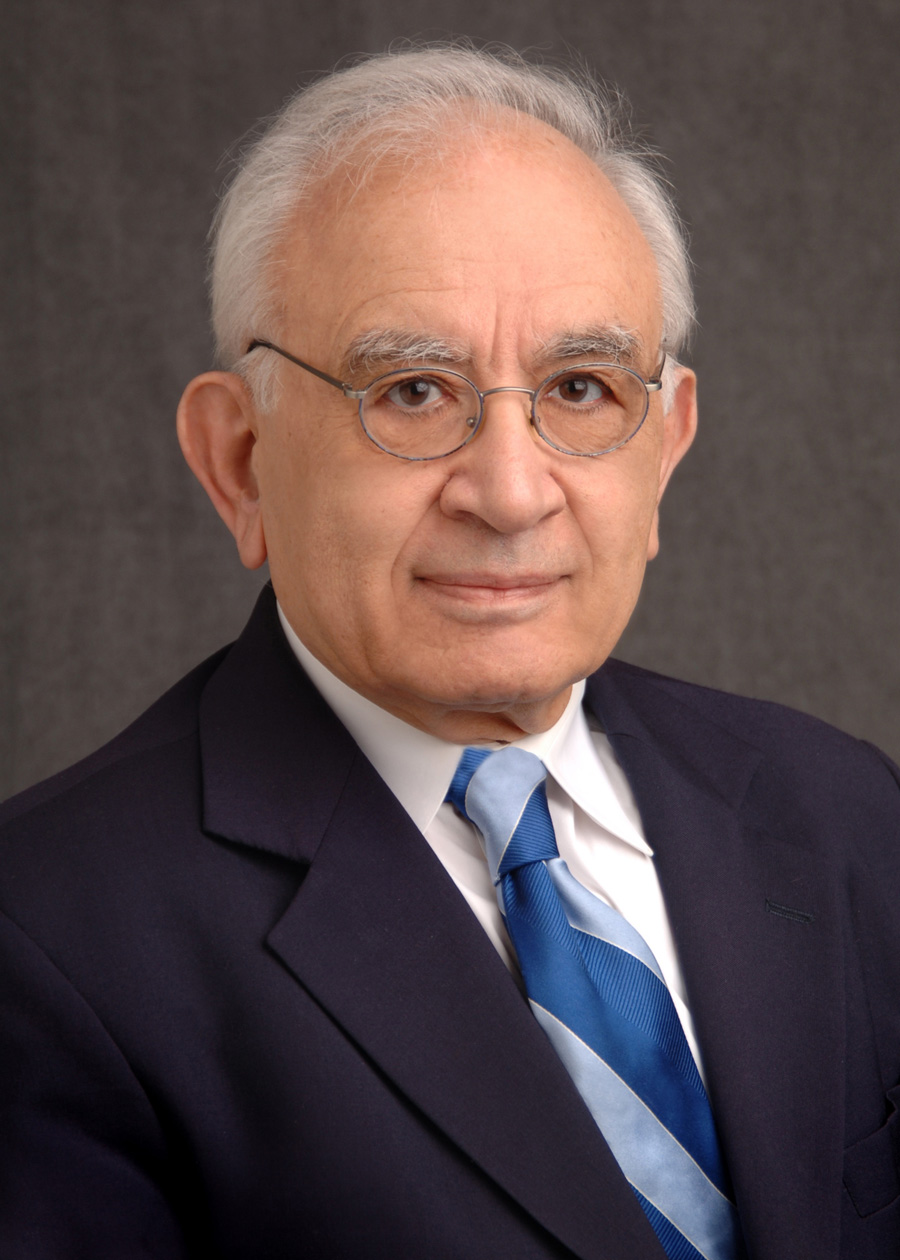
Thomas L. Saaty

De AHP-methode (Analytisch Hiërarchisch Proces) is een methode om besluitvorming geordend te laten verlopen. De methode pretendeert te zijn gebouwd op psychologische fundamenten en maakt gebruik van wiskundige technieken en werd ontwikkeld in de zeventiger jaren van de twintigste eeuw door Thomas L. Saaty. De methode wordt gebruikt om de criteria die van belang zijn voor het maken van de juiste keuze van een waarde te voorzien, waarna de mogelijke oplossingen kunnen worden doorgerekend en vastgesteld. De methode kan gebruikt worden om zowel kwalitatieve als kwantitatieve criteria tegen elkaar af te wegen. De AHP-methode wordt vaak toegepast bij groepsprocessen.

## Kernbegrippen

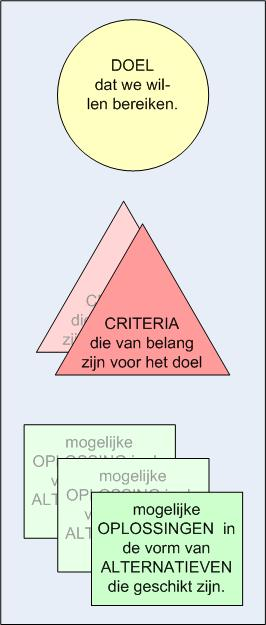
AHP, hoofdstructuur

De AHP-methode beoogt het keuzetraject toegankelijk en inzichtelijk te maken voor alle belanghebbenden. Daartoe worden drie kernbegrippen gehanteerd:
- Doel - wat wil je bereiken
- Criteria - waaraan moet de te maken keuze ten minste voldoen om het doel te bereiken
- Alternatieven - welke keuzes voldoen aan de gestelde criteria

De beste keuze is de keuze die het beste voldoet aan de criteria.

### Rekenwerk
De rekenmethode bestaat uit twee stappen waarin vergelijkingen worden gemaakt en getallen worden verzameld:
- Stap 1: criteria vergelijken en in een rangorde plaatsen;
- Stap 2: alternatieven met de criteria vergelijken en in een rangorde plaatsen;

en twee stappen waarin het rekenwerk wordt verricht waarbij gebruik wordt gemaakt van een raamwerk:
- Stap 3: scores van de criteria in het raamwerk plaatsen;
- Stap 4: scores van de alternatieven in het raamwerk plaatsen.

De uitkomst is een lijst met gewogen alternatieven. Het beste alternatief heeft de hoogste score.

### Structuur
De structuur in het keuzeproces is in onderstaande figuur aangegeven:

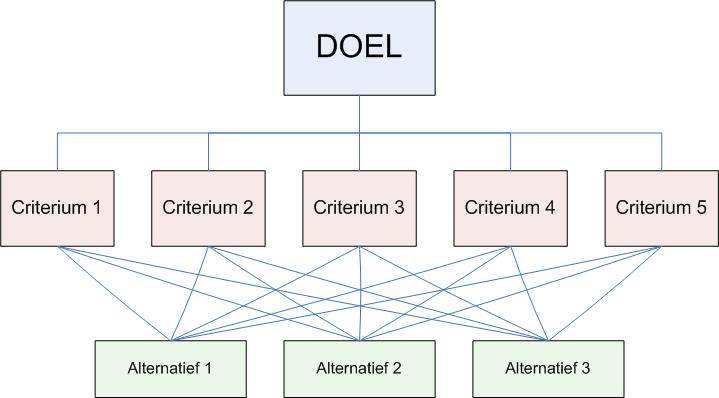
AHP, structuur, onderlinge relatie van het doel, alle criteria en de alternatieven

Als de cijfers bekend zijn, levert dat in onderstaand voorbeeld het volgende op:

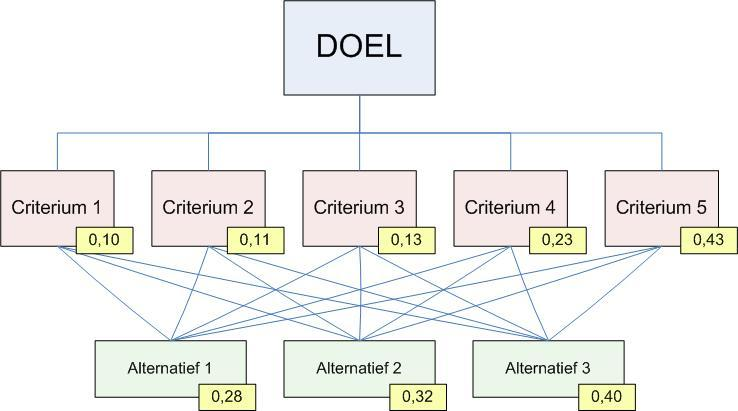
AHP, structuur, onderlinge relatie van het doel, alle criteria en de alternatieven met de resultaten

### Een Voorbeeld: de Nieuwe Directeur
Een voorbeeld:
- 1. Wij zoeken een nieuwe directeur. (Het DOEL)
- 2. Wie is een goede directeur voor ons bedrijf (de alternatieven):
  - Henk (61 jaar)
  - Jeroen (53 jaar)
  - Pascal (44 jaar)
- 3. Welke criteria (waar deze kandidaten aan moeten voldoen) zijn belangrijk:
  - Bedrijfskennis
  - Productkennis
  - Senioriteit
  - Uitstraling
  - Netwerk

In onderstaand overzicht is het proces zichtbaar gemaakt.

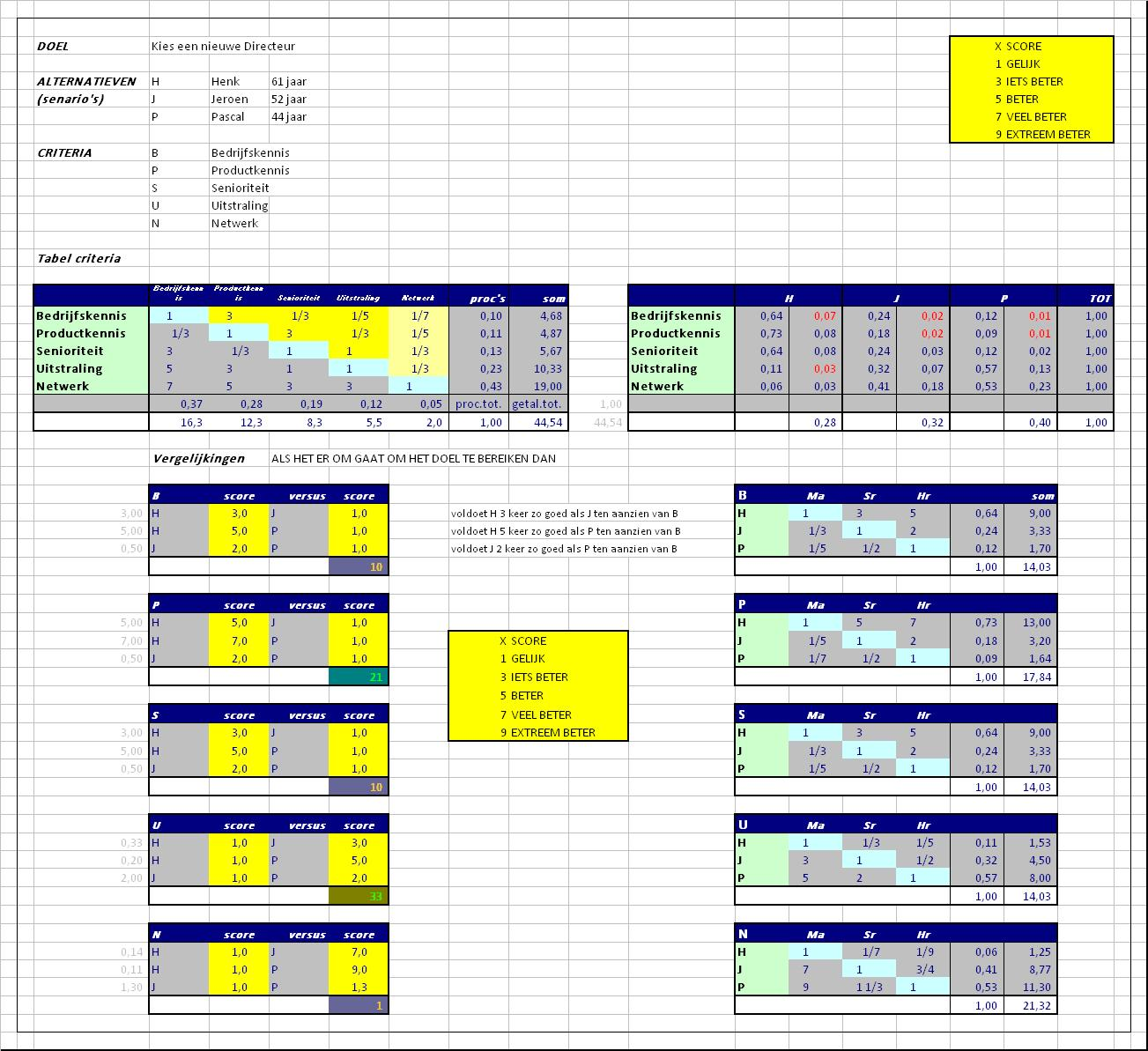
AHP, stap 1 t/m 4, weging van 3 alternatieven ten opzichte van 5 criteria